# Hierodryas
Hierodryas é um gênero de mariposa pertencente à família Acrolepiidae.